# Hyalosperma
Hyalosperma là một chi thực vật có hoa trong họ Cúc (Asteraceae).

## Loài
Chi Hyalosperma gồm các loài: